# Großlohra
Großlohra är en kommun i Landkreis Nordhausen i förbundslandet Thüringen i Tyskland.
Staden ingår i förvaltningsgemenskapen Bleicherode tillsammans med kommunerna Bleicherode, Kehmstedt, Kleinfurra, Lipprechterode och Niedergebra.